# Lučana Budal
Lučana Budal, slovenska pedagoginja in javna delavka, * 28. september 1952, Štandrež, Italija.
Rodila se je v družini avtoprevoznika Stanislava in gospodinje Erneste Budal, rojene Nardin. Osnovno šolo je obiskovala v rojstnem kraju in Gorici, kjer je končala tudi klasično gimnazijo. Na filozofski fakulteti Univerze v Trstu je leta 1980  diplomirala iz književnosti. Leta 1973 se je zaposlila na slovenski srednji šoli Ivan Trinko v Gorici. V okviru šole je pripravila vrsto šolskih in javnih prireditev s katerimi je prispevala svoj delež pri slovenskem prosvetnem in kulturnem življenju v Gorici.